# جورج شو (لاعب كرة قدم أسترالية)
جورج شو (بالإنجليزية: George Shaw)‏ هو لاعب كرة قدم أسترالية أسترالي، ولد في 6 مارس 1877 في بالارات في أستراليا، وتوفي في 24 مارس 1954 في Blackburn, Victoria ‏ في أستراليا.

## وصلات خارجية
- جورج شو على موقع AustralianFootball.com (الإنجليزية)
- جورج شو على موقع AFLtables.com (الإنجليزية)